# Atanazja
Atanazja – żeński odpowiednik imienia Atanazy. Patronką tego imienia jest św. Atanazja, żyjąca w IX wieku.
Atanazja imieniny obchodzi 14 sierpnia i 9 października.
Znane osoby noszące to imię: 
- Atanasia Tsumeleka (ur. 1982) – grecka lekkoatletka specjalizująca się w chodzie na 20 km, mistrzyni olimpijska w chodzie na 20 km z 2004 roku